# Pentti Siimes
Pentti Kalevi Siimes (ur. 10 września 1929 w Helsinkach, zm. 27 października 2016 tamże) – fiński aktor. Wystąpił w ponad 80 filmach i programach telewizyjnych w czasie swojej kariery (lata 1946–2008).
Zagrał między innymi w filmie Miriam, który został zgłoszony na 8. Międzynarodowy Festiwal Filmowy w Berlinie, a także w fińskim dramacie wojennym Nieznany żołnierz. Jego dziadek ze strony ojca był Polakiem. W 1956 ożenił się z aktorką Eliną Pohjanpää. Był z nią aż do jej śmierci w 1996.
W 1982 otrzymał Order Lwa Finlandii.